# 鎌田伸一郎
鎌田 伸一郎（かまた しんいちろう、1953年〈昭和28年〉 - ）は、日本の経営者。

## 略歴
- 1953年：誕生[1]。
- 2009年6月：東日本旅客鉄道株式会社常務取締役就任[1]。
- 2011年5月：セントラル警備保障取締役就任[1]。
- 2011年6月：東日本旅客鉄道株式会社復職[1]。
- 2011年6月：セントラル警備保障入社、同社取締役専務執行役員就任[1]。
- 2012年5月：セントラル警備保障代表取締役執行役員社長就任[1]。
- 2013年3月：セントラル警備保障事業戦略推進本部本部長就任[1]。
- 2018年5月：セントラル警備保障取締役会長就任[1]。